# 喬瓦尼·納托利
乔瓦尼·纳托利（法语：Giovanni Forti Natoli Lanza Moncada Orioles Alifia e Luna），生于墨西拿廣域市，斯佩尔林加王子，纳托利王室，领导者和斯佩尔林加的公国家元首.

## 头衔
约翰·纳托利标题是：斯佩尔林加王子, 西西里男爵，圣巴托洛梅奥在Bilici，从阿尔伯克基（Alaburchia）和卡普阿诺.